# Patrick Savey
Patrick Savey est un réalisateur et producteur français de programmes audiovisuels, né le 25 février 1957.
Il est spécialisé dans la captation de spectacles et de documentaires de création. Il est le dirigeant de la société Zycopolis Productions.

## Biographie
Il entame sa carrière professionnelle à Lyon en 1982 comme journaliste de presse écrite à ROCK & BD et à BLUE JEANS au côté d'Hubert Mounier (L'Affaire Louis' Trio), Kent, Stevie Dixon… et radiophonique sur les ondes de HAPPY RADIO alors l’une des plus grosses radios FM de la région lyonnaise.
De 1985 à 1987, il crée et dirige HIT FM Lyon, la radio du groupe UGC-RSCG. En parallèle, il s’associe à Michel Jay pour la création de SUPERVISION, un projet de télévision locale lyonnaise retenu par le Ministère de l’Aménagement du Territoire et le Carrefour International de la Communication pour une éventuelle libération du droit d’émettre en région Rhône-Alpes.
En 1988, il participe à la création de Télé Lyon Métropole. Il y reste comme animateur, producteur et responsable des programmes musicaux jusqu’en 1993.
En 1989, il crée SDP Productions, une structure spécialisée dans les captations de spectacles vivants et de documentaires musicaux. Durant cette même année, il installe pour la première fois des caméras au festival Jazz à Vienne. Il participe à Jazz 6 et Culture rock sur M6 et Mégamix sur Arte.
En 1993, SDP Productions fusionne avec Séquence, une société lyonnaise spécialisée dans les films institutionnels pour former Sequence S.D.P.
Durant quatre années, au sein de sa société audiovisuelle, il met en images les Transmusicales de Rennes, le Paléo Festival de Nyon, les Francofolies de la Rochelle… et réalise les deux séries de documentaires « Backstage » et « Coulisses » diffusées sur M6.
En 1994, parallèlement à Séquence S.D.P, il débute les productions et les réalisations avec le New Morning. Tout au long des quinze années suivantes sont filmés au New Morning Genève puis à celui de Paris environ cent-cinquante concerts, et sont réalisés quarante documentaires d’une série intitulée « Sur la Route ».
En 1999, il participe à la transformation de la chaîne France Courses en Equidia. Il crée et met en place les émissions équestres et forme les réalisateurs de la future chaîne.
En 2000, Patrick Savey s’installe aux commandes du MCM Café pour trois ans.
En 2002, il crée Zycopolis Productions, société spécialisée dans les captations de spectacles vivants et les documentaires de création. Depuis 2002, avec sa structure, il met en images les concerts à Jazz à Juan, Jazz à Vienne, au Jazz Club Lionel Hampton, au Garance Reggae Festival, au Stade de France…
En 2011, il participe à la création des émissions et à la mise en place d’Equidia Life.

## Réalisations
Liste sélective de réalisations de captations de spectacles et documentaires.

### Spectacles et concerts[4]
- Al Jarreau (à l'Olympia)
- Kendji Girac (à l'Olympia)
- Magic System (à l'Olympia)
- Kid Ink (à l'Olympia)
- Manu Dibango (à l'Olympia)
- Marvin (à l'Olympia)
- Admiral T (au Zénith de Paris)
- Alpha Blondy (à la Cigale)
- Charlotte Dipanda (à la Cigale)
- George Benson Jazz à Vienne (1989-2011-2013) - Nice Jazz Festival (1999)
- Stan Getz Jazz à Vienne (1990)
- Cab Calloway Jazz à Vienne (1990)
- Mano Negra « King Kong Five» (1990)
- Red Hot Chili Peppers  « Mother’s Milk » 1990
- Miles Davis « The Last Performance »  Jazz à Vienne (1991)
- Herbie Hancock, Wayne Shorter, Omar Hakim et Stanley Clarke Jazz à Vienne (1991)
- Sonny Rollins Jazz à Vienne (1991-2011) - Jazz à Juan (2005)
- Michel Petrucciani Jazz à Vienne (1991) - Nice Jazz Festival (1999)
- Iggy Pop Paleo Festival de Nyon (1992)
- Noir Désir «Tostaky » Summun de Grenoble (1993)
- Björk Transmusicales de Rennes (1993)
- Ben Harper Transmusicales de Rennes (1993) - Jazz à Vienne (2013)
- Archie Shepp « The Geneva Concert » DVD (1994)
- Bob Berg « The Geneva Concert » DVD (1994)
- Randy Brecker « The Geneva Concert » DVD (1994)
- Richie Havens « The Geneva Concert » (1995)
- Buddy Miles « Changes » DVD (1996)
- Placebo La Route du Rock (1997)
- The Phil Collins Big Band Nice Jazz Festival (1998)
- Compay Segundo Live à l'Olympia DVD (1999)
- Francis Cabrel « Hors Saison » DVD (1999)
- Michel Leeb à l’Olympia DVD (2000)
- Larry Carlton & Steve Lukather « Live in Paris » DVD (2001)
- Gil Scott-Heron & Amnesia Express « Live in Paris » DVD (2001)
- Al Jarreau « Nice Jazz Festival » (1999) - Jazz à Vienne (2011)
- Robben Ford « The Paris Concert » DVD (2001)
- Sylvie Joly « Je suis votre idole » au Casino de Paris DVD (2001)
- Afro Cubain Legend « The Afro Cuban All Stars » DVD (2001)
- Billy Cobham « Billy Cobham Culturemix » DVD (2002)
- Coldplay « Live à l’Olympia » (2002)
- Ibrahim Ferrer et le Buena Vista Social Club Jazz à Juan (2003)
- Larry Carlton and The Sapphir Blues Band « Live in Paris » DVD (2004)
- Biréli Lagrène Gipsy Project DVD (2004)
- Mike Stern Band featuring Richard Bona « Live in Paris » DVD (2004)
- Michel Leeb and Count Basie Orchestra Casino de Paris DVD (2004)
- Dee Dee Bridgewater « Live in Antibes & Juan-les-Pins » DVD (2005)
- John Hammond « Live in Paris » DVD (2005)
- Larry Coryell, Badi Assad, John Abercrombie « Three Guitars Paris concert » DVD (2005)
- Francis Cabrel « La tournée des bodegas » DVD (2005)
- Jazz Crusaders « Live in Paris » DVD (2006)
- Soft Machine  Legacy « Live in Paris » DVD (2006)
- New Morning 1981-2006 « les 25 ans du New Morning » double DVD (2006)
- Nigel Kennedy Quartet « Live in Paris at New Morning » DVD (2007)
- Monty Alexander Trio « Live in Paris » DVD (2008)
- Kirikou & Karaba « La Comédie Musicale » DVD (2008)
- Celtic Legends « Irish Dance Live » au Zenith de Pau DVD (2008)
- Youssou N'Dour  « Le Grand Bal » Bercy (2008)
- Trust « Live à l’Olympia » DVD (2009)
- Kassav' « 30 ans : Live au Stade de France » DVD (2009)
- Marcus Miller « Tutu Revisited » DVD (2009)
- Francis Cabrel « La Tournée des Roses & des Orties » DVD (nomination aux Victoires de la musique 2010 dans la catégorie « DVD musical »[5]
- Django Reinhardt « Gentleman Manouch » coffret 5 DVD (2010)
- Larry Graham « Live au Bataclan » (2010)
- Nuit Africaine avec Alpha Blondy, Manu Dibango, Magic System… au Stade de France (2011)
- Nuit d’Outre Mer I & II à Bercy avec Admiral T, Krys, Tanya Saint-Val… (2011-2012)
- Larry Carlton & Robben Ford « Unplugged » DVD (2012)
- Yannick Noah « Acoustique » Théâtre Sébastopol de Lille (2012)
- Ahmad Jamal « Blue Moon » DVD (nommé aux Grammy Awards 2013)
- Jazz à Vienne (1989-1990-1991-2011-2012-2013) : Dizzy Gillespie, Chick Corea, George Clinton, Take 6, George Duke, Pat Metheny, Red Rodney, Gilberto Gil, Pharoah Sanders, Betty Carter, Helen Merrill, Hiromi Uehara, Return to Forever, Erykah Badu, McCoy Tyner, Bobby McFerrin, Tony Bennett, Chucho Valdés, Keziah Jones, Melody Gardot, Al Di Meola, Branford Marsalis, Joe Pass, Albert King, Maceo Parker…
- Garance Reggae Festival (2013 - 2014) : Steel Pulse, Sly and Robbie feat Michael Rose, Ky-Mani Marley, Johnny Osbourne, Busy Signal, Stranger Cole, Konshens, Don Carlos, Beenie Man, Tanya Stephens, Errol Dunkley, Capleton, Anthony B, Tairo, Chinese Man, Ken Boothe
- Guitare en scène (2014) : Uli Jon Roth, Jam Tribute to Jimi Hendrix avec Steve Vai, Steve Morse & Eric Sardinas
- Fiest'A Sète (2014) : Juan Carmona, Aziz Sahmaoui & Niño Josele, Anthony Joseph
- New Morning Genève et Paris (1994-2006) : Randy Brecker, Clark Terry, Luther Allison, Randy Weston, Lou Donaldson, Joe Zawinul, Art Farmer, Ray Brown, Ray Barretto, Eddie Palmieri, E.S.T,  Willy DeVille, Erik Truffaz, Fred Wesley, Lucky Peterson, Peter Cincotti, The Bad Plus, Al Foster, Dianne Reeves, Bill Evans, Magma, Lee Konitz, Tom Harrell, Joe Lovano, James Blood Ulmer…[6].
- MCM Café (2000-2003) : Placebo, Jean-Louis Aubert, Yannick Noah, Coldplay, Gérald de Palmas, Muse, Mickey 3D, Hooverphonic, Tiken Jah Fakoly, Eiffel…

### Théâtre
- « Sortie de scène » de Nicolas Bedos avec Guy Bedos (2005)
- « Un Cheval » de Jean-Marie Besset avec Laurent Lafitte (2006)
- « En toute confiance » de Michel Fagadau avec Barbara Schulz (2008)
- « Un Pipole… des Pipeaux » avec Gaspard Proust (2009)
- « Popeck. C’est la dernière fois… » au théâtre du Gymnase Marie-Bell DVD (2013)
- « Un Drôle de Père » de Bernard Slade avec Michel Leeb (2014)

### Spectacles équestres
- « Au cœur de la légende » de Mario Luraschi à Bercy (2003)
- « Vulcanalia » de Gilles Fortier aux Arènes de Bayonne (2011)
- « Symphonie Equestre, à cheval sur la musique » de Bruno Boisliveau au Zénith de Toulon (2011)
- « Alchimie Equestre, le sacre du cheval » de Mario Luraschi au Cirque Jules-Verne d’Amiens (2013)
- « Cavalero, voyage au cœur de l’art équestre » de Robin Hasta Luego au Vendéspace (2014)

### Documentaires[7]
- « Mike Taylor, pierre qui roule… » (2000)
- « Archie Shepp, un américain à Paris » (2001)
- « Ray Brown, entre les lignes » (2002)
- « Ray Barretto, dernier train pour Brooklyn » documentaire sélectionné au Miami Jazz Film Festival (2003)
- « Un Piaffe de plus dans l’inconnu » l’Académie équestre du Château de Versailles dirigé par Bartabas (2003)
- « Autour du Blues…le film » avec Francis Cabrel, Jean-Jacques Goldman, Paul Personne… Documentaire qui a reçu le label « film d'art et essaie ». Édité en DVD (2003)
- « James Blood Ulmer, les contes de Captain Black » (2004)
- « Dans le théâtre des Beaux Dégâts » avec Francis Cabrel (2005) sortie avec le DVD « La tournée des Bodegas »
- « La Légende du Groove » série de sept documentaires avec Roy Ayers, Ike Turner, Sam Moore… Cette série a reçu une mention spéciale au MIMPI (2005)[8].
- « Les Cavaliers du Puy du Fou » (2006)
- « Philippe Genty, l’attrape rêve » (2006)
- « L’écoles des nouveaux mousquetaires » (2006)
- « Les enfants de Django » (2007) sortie avec le coffret « Django Reinhardt, Gentleman manouch »
- « North Sea Jazz Cruise » série de quatre documentaires avec Marcus Miller, Herbie Hancock, David Sanborn, Dee Dee Bridgewater, McCoy Tyner, John Scofield... (2007)
- « Motherland » avec Dee Dee Bridgewater (2007) sortie en DVD avec l’album « Red Earth »
- « Naissance d’un Dialect » (2008)
- « Marcus Miller, thoughts on Miles » (2009) sortie avec le DVD « Tutu Revisited »
- « Les pensées secrètes des étalons » Frédéric Pignon & Magalie Delgado (2010)[9]
- « Les Rencontres d’Astaffort, la cour de création » avec Francis Cabrel, Maxime Le Forestier, Emily Loizeau… (2010)
- « Kwamé Ryan, symphonie d’une vie » (2010)
- « Marcus », film biographique à propos du bassiste Marcus Miller (2014)[10].
- « Cassius Ka, La blessure sacrée de Mohamed Ali » de Florian Gibert Abensour et Simon Barbarit (2017).

### Danse
- « La fin des terres » de Philippe Genty & Mary Underwood (2006)
- « Voyageurs Immobiles » de Philippe Genty et Mary Underwood (2010)[11]

## Livre
« Le Palais d’Hiver, histoire du plus grand music-hall d’Europe » avec Mario Gurrieri (2000)